# Campeonato Argentino de Futebol de 1949
O Campeonato Argentino de Futebol de 1949 foi a décima nona temporada da era profissional da Primeira Divisão do futebol argentino. O certame foi disputado em dois turnos de todos contra todos, entre 24 de abril de 1949 e 16 de fevereiro de 1950. O Racing Club sagrou-se campeão argentino, pela décima vez.

## Participantes
| Equipe             | Cidade       |
| ------------------ | ------------ |
| Atlanta            | Buenos Aires |
| Banfield           | Banfield     |
| Boca Juniors       | Buenos Aires |
| Chacarita Juniors  | Villa Maipú  |
| Estudiantes        | La Plata     |
| Ferro Carril Oeste | Buenos Aires |
| Gimnasia y Esgrima | La Plata     |
| Huracán            | Buenos Aires |
| Independiente      | Avellaneda   |
| Lanús              | Lanús        |
| Newell's Old Boys  | Rosario      |
| Platense           | Buenos Aires |
| Racing Club        | Avellaneda   |
| River Plate        | Buenos Aires |
| Rosario Central    | Rosario      |
| San Lorenzo        | Buenos Aires |
| Tigre              | Victoria     |
| Vélez Sarsfield    | Buenos Aires |

## Classificação final
| Pos | Equipes               | J  | V  | E  | D  | GM | GS | Pts |
| --- | --------------------- | -- | -- | -- | -- | -- | -- | --- |
| 1   | Racing Club           | 34 | 21 | 7  | 6  | 87 | 47 | 49  |
| 2   | River Plate           | 34 | 18 | 7  | 9  | 71 | 36 | 43  |
| 2   | Platense              | 34 | 16 | 11 | 7  | 68 | 48 | 43  |
| 4   | San Lorenzo           | 34 | 17 | 8  | 9  | 72 | 62 | 42  |
| 5   | Newell's Old Boys     | 34 | 15 | 11 | 8  | 61 | 50 | 41  |
| 6   | Estudiantes LP        | 34 | 13 | 12 | 9  | 53 | 54 | 38  |
| 7   | Vélez Sarsfield       | 34 | 15 | 5  | 14 | 49 | 52 | 35  |
| 8   | Chacarita Juniors     | 34 | 14 | 5  | 15 | 57 | 61 | 33  |
| 8   | Independiente         | 34 | 12 | 9  | 13 | 65 | 72 | 33  |
| 10  | Banfield              | 34 | 11 | 10 | 13 | 70 | 77 | 32  |
| 11  | Gimnasia y Esgrima LP | 34 | 11 | 8  | 15 | 54 | 58 | 30  |
| 12  | Rosario Central       | 34 | 12 | 5  | 17 | 62 | 67 | 29  |
| 12  | Ferro Carril Oeste    | 34 | 10 | 9  | 15 | 47 | 59 | 29  |
| 12  | Atlanta               | 34 | 14 | 1  | 19 | 48 | 64 | 29  |
| 15  | Boca Juniors          | 34 | 10 | 7  | 17 | 52 | 58 | 27  |
| 15  | Tigre                 | 34 | 9  | 9  | 16 | 52 | 68 | 27  |
| 17  | Huracán               | 34 | 9  | 8  | 17 | 47 | 57 | 26  |
| 17  | Lanús                 | 34 | 9  | 8  | 17 | 59 | 84 | 26  |

|  |            |
|  | Campeão.   |
|  | Rebaixado. |

## Premiação
| Campeonato Argentino de Futebol de 1949 |
| --------------------------------------- |
| Racing Club Campeão (10° título)        |

## Goleadores
| Jogador | Jogador           | Gols | Equipe                                 |
| ------- | ----------------- | ---- | -------------------------------------- |
|         | Juan José Pizzuti | 26   | Banfield                               |
|         | Llamil Simes      | 26   | Racing Club                            |
|         | Isaac Scliar      | 20   | Vélez Sarsfield - Boca Juniors - Tigre |
|         | Santiago Vernazza | 20   | Platense                               |
|         | Alfredo Runzer    | 19   | Atlanta                                |